# Botryotinia convoluta
Botryotinia convoluta är en svampart som först beskrevs av Drayton, och fick sitt nu gällande namn av Whetzel 1945. Botryotinia convoluta ingår i släktet Botryotinia och familjen Sclerotiniaceae.   Inga underarter finns listade i Catalogue of Life.